# Molenbeek-Saint-Jean
Molenbeek-Saint-Jean (tiếng Pháp, phát âm là [molənbek sɛ̃ ʒɑ̃]) hay Sint-Jans-Molenbeek (Tiếng Hà Lan, phát âm [sɪnt ˈjɑns ˈmoːləmˌbeːk] ⓘ) là một trong 19 khu tự quản ở Vùng thủ đô Bruxelles (Bỉ). Khu tự quản này giáp với Thành phố Bruxelles, Anderlecht, Sint-Agatha-Berchem, Dilbeek, Jette và Koekelberg.
Năm 2014, khu tự quản có dân số 94.854 người. Đây là khu vực có mật độ dân số cao, 16.357 người/km², gấp đôi mức trung bình của Brussels. Vùng thượng nhiều cây xanh hơn và có mật độ dân số thấp hơn.

## Cộng đồng Hồi giáo
Trong bốn thập niên qua, một cộng đồng Hồi giáo đáng kể chủ yếu là Ma-rốc gốc đã sinh cơ lập nghiệp tại Molenbeek, đặc biệt là ở phía phía đông bên trong thành phố. Họ chiếm khoảng 39,3% dân số Molenbeek. Trong vùng thủ đô Bruxelles, đô thị Saint-Josse-ten-Noode có tỷ số người Hồi giáo lớn nhất, 49,3%.
Liên quan đến các vụ tấn công Paris tháng 11 năm 2015, ít nhất là 3 trong số những kẻ khủng bố, Brahim Abdeslam, anh trai của Salah Abdeslam, một tòng phạm bị cáo buộc Mohamend Abrini và kẻ chủ mưu bị cáo buộc Abdelhamid Abaaoud những người lớn lên và sống ở Molenbeek. Cũng tại nơi này vào ngày 18 Tháng 3 năm 2016, nhân vật chủ chốt chạy trốn còn lại trong các cuộc tấn công, Salah Abdeslam, bị bắt sống. Theo Tổng thống Pháp François Hollande, đó cũng là nơi họ tổ chức các cuộc tấn công Paris.